# Meguila (traité)
Le traité Meguila est le dixième traité de l'ordre Moëd. Son sujet principal est, ainsi que son nom l'indique, la lecture du Livre d'Esther (couramment appelé la Meguila) lors de la fête de Pourim.

## Mishna
La Mishna comporte 33 mishnayot (articles), réparties en quatre chapitres. Outre la lecture de la Meguila, elle discute aussi de la lecture de la Torah et des sections prophétiques lors du chabbat, des fêtes et en d'autres temps de lecture, ainsi que des règles de sanctification du lieu de culte et de l'emploi des différents objets du culte.

## Guemarot de Babylone et de Jérusalem
La Guemara des Sages de Babylone et celle des Sages de Galilée qui forment, avec la Mishna, le Talmud de Babylone et celui de Jérusalem respectivement, discutent et expliquent les mishnayot ; cependant, les discussions des Sages, qu'elles traitent de halakha (sujets légaux) ou de aggada (sujets non-légaux), excèdent souvent le sujet de base et les Talmuds, en particulier celui de Babylone, sont riches en sentences, proverbes, histoires, légendes et autres interprétations.

### Perles dehalakha
- Meguila 4:10 : « l’histoire de Ruben est lue et n’est pas traduite, l’histoire de Tamar est lue et traduite, l’histoire du premier veau est lue et traduite, l’histoire du second veau est lue et n’est pas traduite, la bénédiction des prêtres, l’histoire de David et Amnon ne sont pas lues et ne sont pas traduites. »
- TB Meguila 26b : « Nos maîtres ont enseigné : les ustensiles de prescription [qui sont devenus impropres à l’usage] sont jetés, [tandis que] les ustensiles de sainteté sont remisés. Voici les ustensiles de prescription : la soucca, le loulav, le chofar, le tsitsit. Et voici les ustensiles de sainteté : les sacs dans lesquels on place les rouleaux de la Torah, des tefillin et des mezouzot, le manteau du rouleau de la Torah, le sac des tefillin et leurs lanières. »

### Perles deaggada
- Meguila 3a comporte une aggada attribuant le Targoum des Livres prophétiques à Yonathan ben Ouziel.
- Meguila 9a fait état du Targoum grec de la Bible hébraïque par 72 Anciens à la demande du roi Ptolémée (Talmaï), et des différences volontairement introduites entre les deux versions.

## Source
- Cet article contient des extraits de l'article « Megillah » par Solomon Schechter & Jacob Zallel Lauterbach de la Jewish Encyclopedia de 1901–1906 dont le contenu se trouve dans le domaine public.